# ミステリーナイト!/エイティーン エモーション
「ミステリーナイト!/エイティーン エモーション」（英題：A Mystery Night! / Eighteen Emotion）は、スマイレージのメジャー16枚目のシングル。2014年4月30日にアップフロントワークス（hachamaレーベル）から発売された。

## 概要
- 初回生産限定盤A・B・C、通常盤A・Bの5形態での発売。
- 初回生産限定盤はCD+DVD、通常盤はCDのみの商品構成。
- 初回生産限定盤のみ、イベント抽選シリアルナンバーカード封入。
- 通常盤の初回仕様のみ、トレカサイズ生写真ソロ6種+集合1種よりランダムにて1枚封入(通常盤Aは「ミステリーナイト!」Ver.、通常盤Bは「エイティーン エモーション」Ver.)

## 収録曲
全作詞・作曲：つんく

### 通常盤A・初回生産限定盤A・C
1. ミステリーナイト!
編曲：平田祥一郎
2. エイティーン エモーション
編曲：板垣祐介
3. ミステリーナイト!（Instrumental）
4. エイティーン エモーション（Instrumental）

### 通常盤B・初回生産限定盤B
1. エイティーン エモーション
2. ミステリーナイト!
3. エイティーン エモーション（Instrumental）
4. ミステリーナイト!（Instrumental）

初回生産限定盤A付属DVD
1. ミステリーナイト!（Music Video）

初回生産限定盤B付属DVD
1. エイティーン エモーション（Music Video）

初回生産限定盤C付属DVD
1. ミステリーナイト!（Dance Shot Ver.）
2. エイティーン エモーション（Dance Shot Ver.）

## 参加メンバー
- 1期：和田彩花、福田花音
- 2期：中西香菜、竹内朱莉、勝田里奈、田村芽実

## 参加ミュージシャン
ミステリーナイト!
- プログラミング：平田祥一郎
- バイオリン：多ヶ谷樹
- コーラス：福田花音

エイティーン エモーション
- プログラミング&エレクトリックギター：板垣祐介
- エレクトリックギター：鎌田こーじ
- コーラス：福田花音